# Campeonato Mundial de Futsal de 1997 (FIFUSA)
El Campeonato Mundial de la FIFUSA 1997 fue la sexta versión de la FIFUSA. En este certamen, participaron 20 selecciones.
Comenzó desde el 24 de noviembre al 5 de diciembre de 1997

## Equipos participantes
En cursiva, los equipos debutantes.
En negrita, el equipo anfitrión.
| Confederación                                                    | Selección       | Clasificación      |
| ---------------------------------------------------------------- | --------------- | ------------------ |
| CSFS (Sudamérica) (6 cupos)                                      | Argentina       | (Campeón) 1994     |
| CSFS (Sudamérica) (6 cupos)                                      | Colombia        | (Subcampeón) 1994  |
| CSFS (Sudamérica) (6 cupos)                                      | Uruguay         | (3.er Puesto) 1994 |
| CSFS (Sudamérica) (6 cupos)                                      | Brasil          | (4.to Puesto) 1994 |
| CSFS (Sudamérica) (6 cupos)                                      | Bolivia         |                    |
| CSFS (Sudamérica) (6 cupos)                                      | Venezuela       |                    |
| UEFS (Europa) (7 cupos)                                          | Bélgica         |                    |
| UEFS (Europa) (7 cupos)                                          | Bielorrusia     |                    |
| UEFS (Europa) (7 cupos)                                          | Eslovaquia      |                    |
| UEFS (Europa) (7 cupos)                                          | España          |                    |
| UEFS (Europa) (7 cupos)                                          | Portugal        |                    |
| UEFS (Europa) (7 cupos)                                          | República Checa |                    |
| UEFS (Europa) (7 cupos)                                          | Rusia           |                    |
| CONCACFUTSAL (Norteamérica, Centroamérica y El Caribe) (3 cupos) | México          | (Anfitrión)        |
| CONCACFUTSAL (Norteamérica, Centroamérica y El Caribe) (3 cupos) | Costa Rica      |                    |
| CONCACFUTSAL (Norteamérica, Centroamérica y El Caribe) (3 cupos) | Estados Unidos  |                    |
| CAFUSA (África) (2 cupos)                                        | Angola          |                    |
| CAFUSA (África) (2 cupos)                                        | Marruecos       |                    |
| CAFS (Asia) (2 cupos)                                            | Israel          |                    |
| CAFS (Asia) (2 cupos)                                            | Japón           |                    |

## Sistema de juego
Las 20 selecciones participantes disputaron la primera ronda en donde se crearon cinco grupos de cuatro equipos donde avanzaban los líderes y los segundos de cada grupo. Además habían pasado a la siguiente fase los dos mejores terceros. Luego los 12 clasificados disputaban una segunda ronda de cuatro grupos de tres equipos en donde avanzaron dos equipos de cada grupo. Se organizó una fase final,en donde las 8 selecciones comenzaron con unos cuartos de final en donde los ganadores de las llaves pasaban a jugar las semifinales y posteriormente los ganadores disputaban la gran final.

## Primera fase

### Grupo A
| Grupo A     | Pts | J | G | E | P | GF | GC | Dif |
| ----------- | --- | - | - | - | - | -- | -- | --- |
| Uruguay     | 5   | 3 | 2 | 1 | 0 | 12 | 5  | +7  |
| Bielorrusia | 4   | 3 | 2 | 0 | 1 | 12 | 5  | +7  |
| México      | 3   | 3 | 1 | 1 | 1 | 10 | 8  | +2  |
| Marruecos   | 0   | 3 | 0 | 0 | 3 | 5  | 21 | -16 |

|  | México | 1:5 | Bielorrusia |  |  |

|  | Uruguay | 8:2 | Marruecos |  |  |

|  | México | 1:1 | Uruguay |  |  |

|  | Bielorrusia | 5:1 | Marruecos |  |  |

|  | México | 8:2 | Marruecos |  |  |

|  | Bielorrusia | 2:3 | Uruguay |  |  |

### Grupo B
| Grupo B         | Pts | J | G | E | P | GF | GC | Dif |
| --------------- | --- | - | - | - | - | -- | -- | --- |
| Venezuela       | 6   | 3 | 3 | 0 | 0 | 36 | 5  | +31 |
| Argentina       | 3   | 3 | 1 | 1 | 1 | 21 | 7  | +14 |
| República Checa | 3   | 3 | 1 | 1 | 1 | 14 | 6  | +8  |
| Estados Unidos  | 0   | 3 | 0 | 0 | 3 | 2  | 55 | -53 |

|  | Argentina | 0:0 | República Checa |  |  |

| 27 de noviembre de 1997 | Venezuela | 25:0 (14:0) | Estados Unidos |  |  |
|                         | José Botana 15', 29', 31', 37' · Marlon Sánchez 2', 4', 5', 10' · Joseín Rodríguez 6', 8', 13', 15' · Asdrúbal Colmenares 9', 21', 28' · George Badra 12', 24', 27' · Oscar Soto 18', 19' · Cesar Amézquita 25', 39' · David Pinto 1', 34', · Christian Domínguez 38' (a.g.) |             |                |  |  |

|  | Argentina | 18:0 | Estados Unidos |  |  |

| 28 de noviembre de 1997 | Venezuela                                                                              | 4:2 (2:2) | República Checa       |  |  |
|                         | Joseín Rodríguez 12' · David Pinto 16' · Asdrúbal Colmenares 21' · Didier Sanabria 27' |           | Radek 6' · Valach 15' |  |  |

| 29 de noviembre de 1997 | Argentina                                             | 3:7 (2:2) | Venezuela |  |  |
|                         | Federico Foguets 3' · Jorge Zupo 6' · José Oropel 36' |           | José Botana 21', 38' · Didier Sanabria 10', 27' · Marlon Sánchez 24' · Gabriel Planchez 33' · Asdrúbal Colmenares 5' |  |  |

|  | República Checa | 12:2 | Estados Unidos |  |  |

### Grupo C
| Grupo C  | Pts | J | G | E | P | GF | GC | Dif |
| -------- | --- | - | - | - | - | -- | -- | --- |
| Colombia | 6   | 3 | 3 | 0 | 0 | 28 | 4  | +24 |
| Portugal | 4   | 3 | 2 | 0 | 1 | 20 | 7  | +13 |
| Israel   | 2   | 3 | 1 | 0 | 2 | 14 | 27 | -13 |
| Bélgica  | 2   | 3 | 1 | 0 | 2 | 16 | 24 | -8  |
| Bélgica  | 0   | 3 | 0 | 0 | 3 | 8  | 32 | -24 |
| Israel   | 0   | 3 | 0 | 0 | 3 | 6  | 35 | -29 |

| 25 de noviembre de 1997 | Colombia                                                                                              | 10:1 (8:0) | Israel |  |  |
|                         | Giovanny Hernández · Juan Carlos Soto · Víctor Garzón · Eber Taborda · Edgar Aparicio · Víctor Santos | Reporte    |        |  |  |

| 25 de noviembre de 1997 | Portugal | 6:2 | Bélgica |  |  |

| 26 de noviembre de 1997 | Colombia | 13:1 (7:0) | Bélgica        |  |  |
|                         | Edgar Aparicio · Juan Carlos Soto · Viviano Mena · Raúl Tavera · Giovanny Hernández · Marcos Tascón · Víctor Garzón · Víctor Santos | Reporte    | Patrice Carion |  |  |

| 26 de noviembre de 1997 | Portugal | 12:0 | Israel |  |  |

| 27 de noviembre de 1997 | Israel | 13:5 | Bélgica |  |  |

| 27 de noviembre de 1997 | Bélgica | 13:5 | Israel |  |  |

| 27 de noviembre de 1997 | Colombia                                                        | 5:2     | Portugal                     |  |  |
|                         | Edgar Aparicio · Viviano Mena · Juan Carlos Soto · Eber Taborda | Reporte | Carlos Leite · Mario Miranda |  |  |

- Hay algunos reportes que indican que Israel derrotó 13-5 a Bélgica, contradiciendo otros reportes que comunican que Bélgica venció 13-5 a Israel.

### Grupo D
| Grupo D    | Pts | J | G | E | P | GF | GC | Dif |
| ---------- | --- | - | - | - | - | -- | -- | --- |
| Brasil     | 5   | 3 | 2 | 1 | 0 | 9  | 6  | +3  |
| Rusia      | 4   | 3 | 1 | 2 | 0 | 7  | 6  | +1  |
| Eslovaquia | 3   | 3 | 1 | 1 | 1 | 8  | 8  | 0   |
| Angola     | 0   | 3 | 0 | 0 | 3 | 6  | 10 | -4  |

|  | Brasil | 4:3 | Angola |  |  |

|  | Eslovaquia | 3:3 | Rusia |  |  |

|  | Brasil | 2:2 | Rusia |  |  |

|  | Eslovaquia | 4:2 | Angola |  |  |

|  | Brasil | 3:1 | Eslovaquia |  |  |

|  | Rusia | 2:1 | Angola |  |  |

### Grupo E
| Grupo E    | Pts | PJ | G | E | P | GF | GC | Dif |
| ---------- | --- | -- | - | - | - | -- | -- | --- |
| Costa Rica | 5   | 3  | 3 | 0 | 0 | 22 | 8  | +14 |
| Bolivia    | 4   | 3  | 2 | 0 | 1 | 15 | 11 | +4  |
| España     | 3   | 3  | 1 | 0 | 2 | 17 | 12 | +7  |
| Japón      | 0   | 3  | 0 | 0 | 3 | 6  | 29 | -23 |

|  | España | 11:3 | Japón |  |  |

| 25 de noviembre de 1997 | Bolivia | 4:6 | Costa Rica |  |  |

|  | Bolivia | 7:2 | Japón |  |  |

| 24 de noviembre de 1997 | España | 2:2 | Costa Rica |  |  |

|  | España | 3:4 | Bolivia |  |  |

| 26 de noviembre de 1997 | Costa Rica | 11:1 | Japón |  |  |

## Mejores terceros
| Terceros        | Pts | J | G | E | P | GF | GC | Dif |
| --------------- | --- | - | - | - | - | -- | -- | --- |
| República Checa | 3   | 3 | 1 | 1 | 1 | 14 | 6  | +8  |
| España          | 3   | 3 | 1 | 1 | 1 | 13 | 9  | +7  |
| México          | 3   | 3 | 1 | 1 | 1 | 10 | 8  | +2  |
| Eslovaquia      | 3   | 3 | 1 | 1 | 1 | 8  | 8  | 0   |
| Israel          | 2   | 3 | 1 | 0 | 2 | 14 | 27 | -13 |

## Segunda fase

### Grupo I
| Grupo I   | Pts | J | G | E | P | GF | GC | Dif |
| --------- | --- | - | - | - | - | -- | -- | --- |
| Uruguay   | 4   | 2 | 2 | 0 | 0 | 11 | 4  | +7  |
| Argentina | 2   | 2 | 1 | 0 | 1 | 4  | 6  | -2  |
| España    | 0   | 2 | 0 | 0 | 2 | 1  | 6  | -5  |

|  | Uruguay | 5:1 | España |  |  |

|  | Argentina | 1:0 | España |  |  |

|  | Uruguay | 6:3 | Argentina |  |  |

### Grupo II
| Grupo II | Pts | J | G | E | P | GF | GC | Dif |
| -------- | --- | - | - | - | - | -- | -- | --- |
| Brasil   | 4   | 2 | 2 | 0 | 0 | 8  | 4  | +4  |
| Colombia | 2   | 2 | 1 | 0 | 1 | 9  | 3  | +6  |
| Bolivia  | 0   | 2 | 0 | 0 | 2 | 2  | 12 | -10 |

| 29 de noviembre de 1997 | Brasil | 5:2 | Bolivia |  |  |

| 30 de noviembre de 1997 | Colombia                                           | 7:0 (5:0) | Bolivia |  |  |
|                         | Giovanny Hernández · Edgar Aparicio · Eber Taborda | Reporte   |         |  |  |

| 1 de diciembre de 1997 | Brasil | 3:2     | Colombia |  |  |
|                        |        | Reporte |          |  |  |

### Grupo III
| Grupo III   | Pts | J | G | E | P | GF | GC | Dif |
| ----------- | --- | - | - | - | - | -- | -- | --- |
| Bielorrusia | 4   | 2 | 2 | 0 | 0 | 7  | 4  | +3  |
| Venezuela   | 2   | 2 | 1 | 0 | 1 | 9  | 3  | +6  |
| Portugal    | 0   | 2 | 0 | 0 | 2 | 2  | 11 | -9  |

| 30 de noviembre de 1997 | Venezuela                           | 2:3 (1:0) | Bielorrusia         |  |  |
|                         | David Pinto 2' · Marlon Sánchez 23' |           | Pavel 32', 33', 38' |  |  |

| 1 de diciembre de 1997 | Venezuela | 7:0 (1:0) | Portugal |  |  |
|                        | Asdrúbal Colmenares 34', 35' · Marlon Sánchez 32', 39' · Didier Sanabria 30' · David Pinto 33' · Joseín Rodríguez 4' |           |          |  |  |

|  | Portugal | 2:4 | Bielorrusia |  |  |

### Grupo IV
| Grupo IV        | Pts | J | G | E | P | GF | GC | Dif |
| --------------- | --- | - | - | - | - | -- | -- | --- |
| Rusia           | 4   | 2 | 2 | 0 | 0 | 12 | 2  | 10  |
| Costa Rica      | 2   | 2 | 1 | 0 | 1 | 3  | 6  | -3  |
| República Checa | 0   | 2 | 0 | 0 | 2 | 3  | 10 | -7  |

|  | Rusia | 5:0 | Costa Rica |  |  |

|  | Rusia | 7:2 | República Checa |  |  |

|  | Costa Rica | 3:1 | República Checa |  |  |

## Fase final

### Cuadro general
|  | Cuartos de final | Cuartos de final |           |         | Semifinales | Semifinales |       |              | Final        | Final |  |
|  | 1997             | 1997             |           |         | 1997        | 1997        |       |              | 1997         | 1997  |  |
|  |                  |                  |           |         |             |             |       |              |              |       |  |
|  |                  |                  |           |         |             |             |       |              |              |       |  |
|  | Uruguay          | 3                |           |         |             |             |       |              |              |       |  |
|  | Uruguay          | 3                |           |         |             |             |       |              |              |       |  |
|  | Bielorrusia      | 2                |           |         |             |             |       |              |              |       |  |
|  | Bielorrusia      | 2                |           | Uruguay | 2           |             |       |              |              |       |  |
|  |                  |                  |           | Uruguay | 2           |             |       |              |              |       |  |
|  |                  |                  | Rusia     | 1       |             |             |       |              |              |       |  |
|  | Rusia (p.)       | 3 (2)            | Rusia     | 1       |             |             |       |              |              |       |  |
|  | Rusia (p.)       | 3 (2)            |           |         |             |             |       |              |              |       |  |
|  | Colombia         | 3 (0)            |           |         |             |             |       |              |              |       |  |
|  | Colombia         | 3 (0)            |           |         |             |             |       | Uruguay      | 0            |       |  |
|  |                  |                  |           |         |             |             |       | Uruguay      | 0            |       |  |
|  |                  |                  | Venezuela | 4       |             |             |       |              |              |       |  |
|  | Brasil           | 5                | Venezuela | 4       |             |             |       |              |              |       |  |
|  | Brasil           | 5                |           |         |             |             |       |              |              |       |  |
|  | Costa Rica       | 0                |           |         |             |             |       |              |              |       |  |
|  | Costa Rica       | 0                |           | Brasil  | 1           |             |       | Tercer lugar | Tercer lugar |       |  |
|  |                  |                  |           | Brasil  | 1           |             |       | Tercer lugar | Tercer lugar |       |  |
|  |                  |                  | Venezuela | 3       |             |             |       |              |              |       |  |
|  | Venezuela        | 4                | Venezuela | 3       |             |             | Rusia | 1            |              |       |  |
|  | Venezuela        | 4                |           |         |             |             | Rusia | 1            |              |       |  |
|  | Argentina        | 1                |           |         |             |             |       |              | Brasil       | 4     |  |
|  | Argentina        | 1                |           |         |             |             |       |              | Brasil       | 4     |  |
|  |                  |                  |           |         |             |             |       |              |              |       |  |

### Cuartos de final
| 2 de diciembre de 1997 | Uruguay | 3:2 | Bielorrusia |  |  |

| 2 de diciembre de 1997 | Rusia                               | 3:3 (2:2, 0:1) (t. s.)(1:1 t. s.)(2:0 p.) | Colombia                                         |  |  |
|                        |                                     | Reporte                                   | Juan Carlos Soto · Edgar Aparicio · Eber Taborda |  |  |
|                        |                                     | Tiros desde el punto penal                |                                                  |  |  |
|                        | Acierto de penal · Acierto de penal |                                           | Giovanni Hernández · Marco Tascón                |  |  |

| Tiros desde el punto penal |                  |     |                |                    |
|                            | Acierto de penal | 1:0 | Fallo de penal | Giovanni Hernández |
|                            | Acierto de penal | 2:0 | Fallo de penal | Marco Tascón       |

| 2 de diciembre de 1997 | Brasil | 5:0 | Costa Rica |  |  |

| 2 de diciembre de 1997 | Venezuela                                                                         | 4:1 (3:0) | Argentina       |  |  |
|                        | Asdrúbal Colmenares 4' · David Pinto 5' · Joseín Rodríguez 17' · George Badra 26' |           | José Oropel 22' |  |  |

### Semifinal
| 3 de diciembre de 1997 | Uruguay | 2:1 | Rusia |  |  |

| 3 de diciembre de 1997 | Brasil    | 1:3 (1:1) | Venezuela                                  |  |  |
|                        | Falcão 2' |           | David Pinto 10' 27' · Gabriel Planchez 23' |  |  |

### Tercer Lugar
| 5 de diciembre de 1997 | Rusia | 1:4 | Brasil |  |  |

### Final
| 5 de diciembre de 1997 | Uruguay | 0:4 (0:2) | Venezuela                                         |  |  |
|                        |         |           | David Pinto 13' 23' 25' · Asdrúbal Colmenares 14' |  |  |

|                               |
| Bandera de Venezuela          |
| Campeón Venezuela 1.er Título |

## Tabla general
| Pos. | Equipo          | Pts | J | G | E | P | GF | GC | Dif. | Rend. |
| ---- | --------------- | --- | - | - | - | - | -- | -- | ---- | ----- |
| 1    | Venezuela       | 14  | 8 | 7 | 0 | 1 | 56 | 10 | +46  | 87,5% |
| 2    | Uruguay         | 13  | 8 | 6 | 1 | 1 | 28 | 16 | +12  | 81,6% |
| 3    | Brasil          | 13  | 8 | 6 | 1 | 1 | 27 | 14 | +13  | 72,2% |
| 4    | Rusia           | 9   | 8 | 3 | 3 | 2 | 24 | 17 | +7   | 75%   |
| 5    | Colombia        | 9   | 6 | 4 | 1 | 1 | 40 | 10 | +30  | 72,2% |
| 6    | Bielorrusia     | 8   | 6 | 4 | 0 | 2 | 21 | 12 | +9   | 66,7% |
| 7    | Costa Rica      | 8   | 6 | 4 | 0 | 2 | 25 | 19 | +6   | 66,6% |
| 8    | Argentina       | 5   | 6 | 2 | 1 | 3 | 26 | 17 | +9   | 41,6% |
| 9    | Portugal        | 4   | 5 | 2 | 0 | 3 | 22 | 18 | +4   | 40%   |
| 10   | España          | 4   | 5 | 2 | 0 | 3 | 19 | 17 | +2   | 40%   |
| 11   | República Checa | 3   | 5 | 1 | 1 | 3 | 17 | 16 | +1   | 30%   |
| 12   | Bolivia         | 4   | 5 | 2 | 0 | 3 | 16 | 24 | -8   | 20%   |
| 13   | México          | 3   | 3 | 1 | 1 | 1 | 10 | 8  | +2   | 50%   |
| 14   | Eslovaquia      | 3   | 3 | 1 | 1 | 1 | 8  | 8  | 0    | 50%   |
| 15   | Bélgica         | 2   | 3 | 1 | 0 | 2 | 16 | 24 | -8   | 33,3% |
| 15   | Israel          | 2   | 3 | 1 | 0 | 2 | 14 | 27 | -13  | 33,3% |
| 16   | Angola          | 0   | 3 | 0 | 0 | 3 | 6  | 10 | -4   | 0%    |
| 17   | Marruecos       | 0   | 3 | 0 | 0 | 3 | 5  | 21 | -16  | 0%    |
| 18   | Japón           | 0   | 3 | 0 | 0 | 3 | 6  | 29 | -23  | 0%    |
| 19   | Bélgica         | 0   | 3 | 0 | 0 | 3 | 8  | 32 | -24  | 0%    |
| 19   | Israel          | 0   | 3 | 0 | 0 | 3 | 6  | 35 | -29  | 0%    |
| 20   | Estados Unidos  | 0   | 3 | 0 | 0 | 3 | 2  | 55 | -53  | 0%    |

## Premios y reconocimientos

### Goleadores
En cursiva, jugadores y goles con los datos incompletos.
| Jugador             | Selección       | Goles |
| ------------------- | --------------- | ----- |
| David Pinto         | Venezuela       | 11    |
| Giovanny Hernández  | Colombia        | 9     |
| Asdrúbal Colmenares | Venezuela       | 9     |
| Edgar Aparicio      | Colombia        | 8     |
| Marlon Sánchez      | Venezuela       | 8     |
| Joseín Rodríguez    | Venezuela       | 7     |
| Juan Carlos Soto    | Colombia        | 6     |
| José Botana Vazquez | Venezuela       | 6     |
| Eber Taborda        | Colombia        | 4     |
| Didier Sanabria     | Venezuela       | 4     |
| George Badra        | Venezuela       | 4     |
| Pavel               | Bielorrusia     | 3     |
| Viviano Mena        | Colombia        | 3     |
| Víctor Garzón       | Colombia        | 3     |
| Víctor Santos       | Colombia        | 2     |
| Raúl Tavera         | Colombia        | 2     |
| José Oropel         | Argentina       | 2     |
| Oscar Soto          | Venezuela       | 2     |
| Gabriel Planchez    | Venezuela       | 2     |
| Cesar Amézquita     | Venezuela       | 2     |
| Marcos Tascón       | Colombia        | 1     |
| Federico Foguets    | Argentina       | 1     |
| Jorge Zupo          | Argentina       | 1     |
| Radek               | República Checa | 1     |
| Valach              | República Checa | 1     |
| Patrice Carlon      | Bélgica         | 1     |
| Carlos Leite        | Portugal        | 1     |
| Mario Miranda       | Portugal        | 1     |
| Falcão              | Brasil          | 1     |